# مسجد کبود (ایروان)
مسجد کبود ایروان یا مسجد جامع ایروان مسجدی در مرکز شهر ایروان، پایتخت ارمنستان است که در دوران ایرانی ارمنستان ساخته شده‌است.

## تاریخچه
در ایروان قدیم (دورهٔ ایرانی) ۸ مسجد وجود داشته‌است که اکنون از میان این مساجد، تنها مسجد جامع کبود ایروان باقی‌مانده‌است. 
این مسجد توسط حسینعلی‌خان ایروانی خان ایروان حدود سال ۱۱۷۹ قمری، برابر با سال‌های ۱۷۶۴ و ۱۷۶۵ میلادی بنا شده و بزرگ‌ترین مسجد ایروان به شمار می‌رفته است. عکس‌های گردآوری شده از موزه تـاریخ شهر ایروان و اداره آرشیو ارمنستان نشان می‌دهد که مسجد جامع ایروان تا سال ۱۳۳۰ قمری همچنان فعال بوده است. این مسجد در فاصله سال‌های ۱۹۰۷ تا ۱۹۱۰ میلادی بازسازی شده و برخی بخش‌های آن تعمیر گردیده است ولی با روی کار آمدن نظام کمونیستی مسجد کبود مورد بی‌مهری واقع شده و برخی از بخش‌های آن در گذر زمان تخریب شده‌اند. همچنین سیاست‌های تازه شوروی درباره اجرای طرح‌های عمرانی و شهری همچون طرح جامع شهر ایروان و احداث خیابان‌های نو به‌ویژه در کنار ضلع شمال غربی مسجد (ورودی اصلی کنونی) به خرابی کامل بخشی از مسجد انجامیده به گونه‌ای که تنها راه ورودی به دهلیزی تنگ و باریک تبدیل شده است. طی سال‌های ۱۹۲۱ تا ۱۹۴۰ میلادی و در اوج مبارزه‌های ضدمذهبی شوروی، بسیاری از کلیساها، مسجدها و بناهای مذهبی و تاریخی تخریب شده و به جایشان بناهایی همچون تئاتر و سینما ساخته شد هرچند مسجد کبود ایروان با چاره‌اندیشی هنردوستان از گزند تخریب‌ها در امان ماند؛ آنها توانستند با تبدیل حجره‌های هم‌جوار مسجد به موزه آن را حفظ کنند. در سال ۱۹۳۰ میلادی هم‌زمان با صدور حکم تخریب مسجد با تلاش فراوان روشنفکران، شاعران و نویسندگان نامدار ارمنی مانند یقیشه چارِنتس و گِقام ساریان در راستای جلوگیری از اجرای حکم، پیشنهاد ایجاد موزه تاریخ ایروان در محل مسجد ارائه شد؛ پیشنهاد پذیرفته شد. با تبدیل مسجد به موزه تاریخ ایروان، بخش‌هایی در شبستان‌های مسجد دایر و نمونه‌هایی از سکه‌ها، آثار هنری، نسخه‌های خطی آراسته به تذهیب و مینیاتور و قالی‌های موجود در مسجد به نمایش گذاشته شدند.
این مسجد در بین سال‌های ۱۳۷۵ تا ۱۳۷۹ خورشیدی از سوی بنیاد مستضعفان و جانبازان و توسط معماران ایرانی بازسازی شد. و در این مسجد به علاقه‌مندان اهل ارمنستان زبان پارسی آموخته می‌شود.

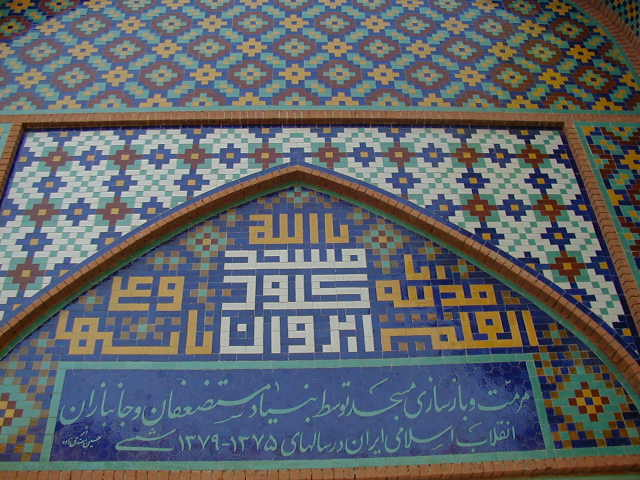
کتیبهٔ سردر مسجد کبود ایروان

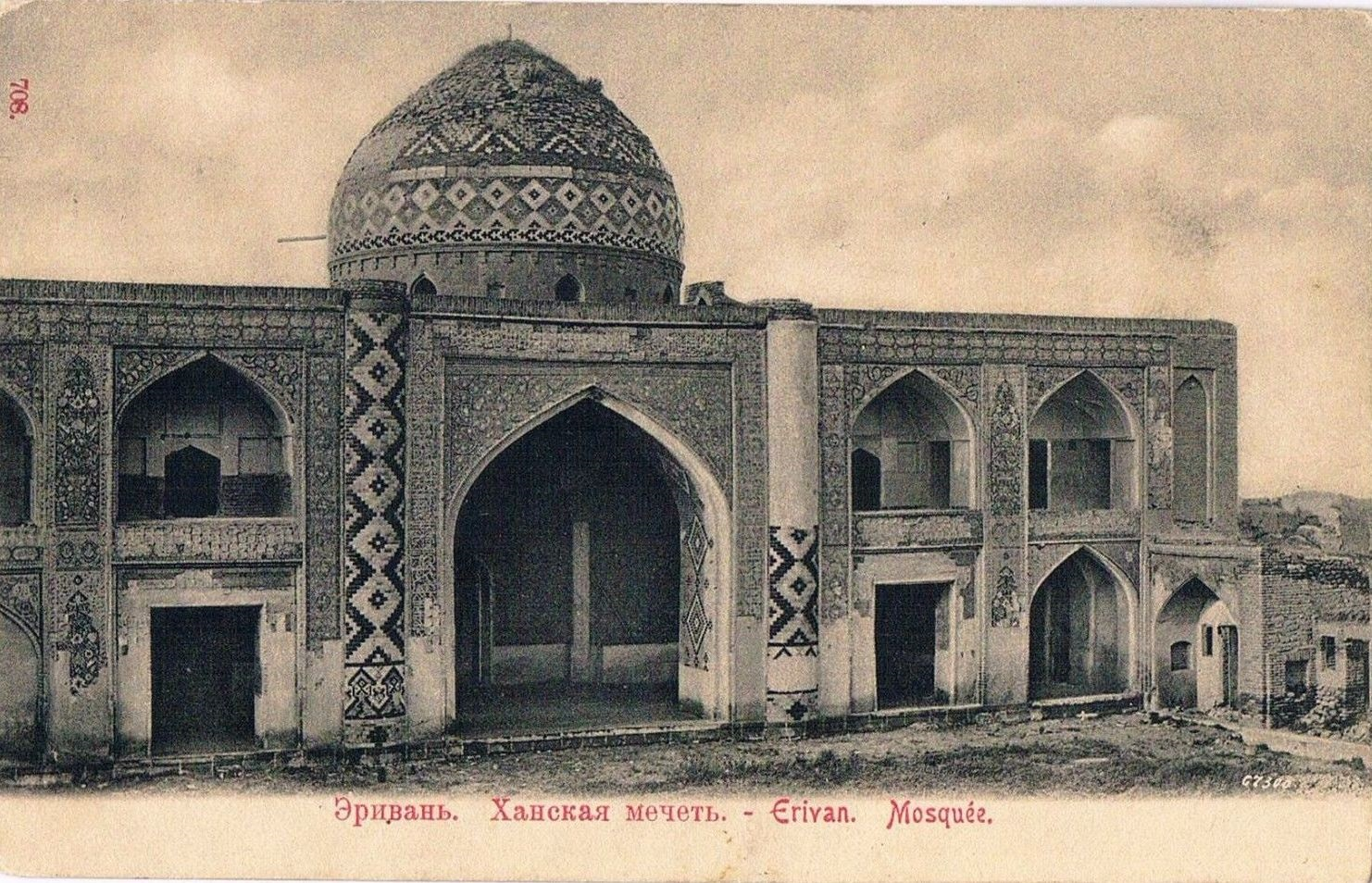
نگاره‌ای قدیمی از مسجد کبود ایروان

## ساختمان
در مسجد سه محراب وجود دارد که بیانگر حضور پیروان مذهب‌های مختلف در شهر و نیایش مسالمت‌آمیز آن‌ها بر اساس آیین خود است. سه محراب مسجد و کتیبه‌های سنگی مسجد از اصفهان آورده شده و بر روی آن‌ها خطاطی شده است. مسجد ۲۸ حجره دارد. شبستان و صحن اصلی مسجد ۵۴×۱۸ متر ابعاد دارد. گنبد آن دارای کاشی‌هایی به رنگ فیروزه‌ای است که در محور طولی و در ضلع جنوبی محوطه قرار گرفته و حاوی پنجره‌های مشبک و شیشه‌های رنگین است. سردر مسجد به کاشی‌کاری معرق و نقش اسلیمی مزین است.

## تمبر مشترک ایران و ارمنستان

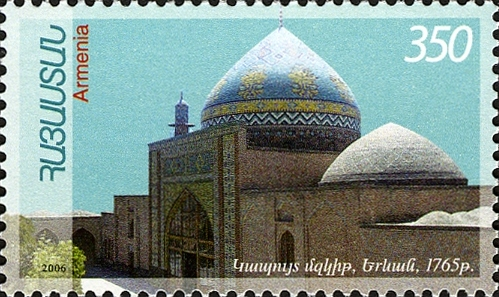
مسجد کبود بر روی تمبر ارمنستان متعلق به سال ۲۰۰۷

در آبان ماه ۱۳۹۶ با حضور آرمان خاچاتوریان معاون وزیر حمل و نقل، ارتباطات و فناوری اطلاعات ارمنستان و علی‌ناصر سبحانی‌پور رایزن سیاسی سفارت ایران در ایروان، مراسم رونمایی از تمبر مشترک ایران و ارمنستان برگزار گردید. بر روی این تمبر که با طراحی واهان مکردچیان و در ۲۰ هزار نسخه به چاپ رسیده‌است، نمایی از مسجد کبود ایروان و کلیسای ناجی مقدس اصفهان نقش بسته‌است.

## نگارخانه

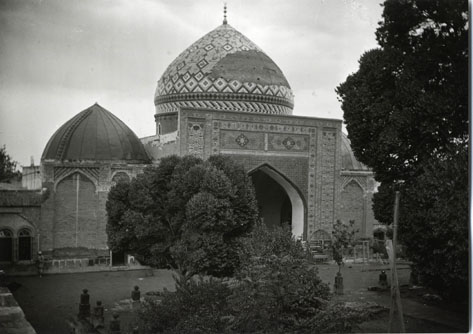
مسجد کبود ایروان، نمای نمازخانه از حیاط (عکاس: F. Sarre، ۱۸۹۷)
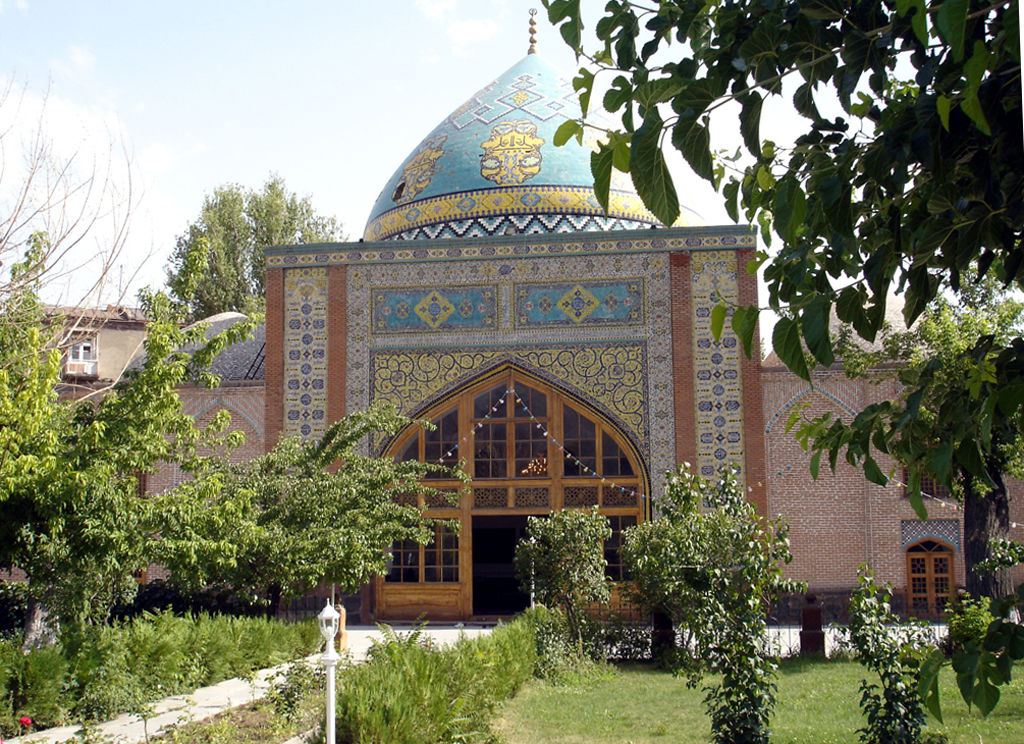
نمای ورودی و گنبد
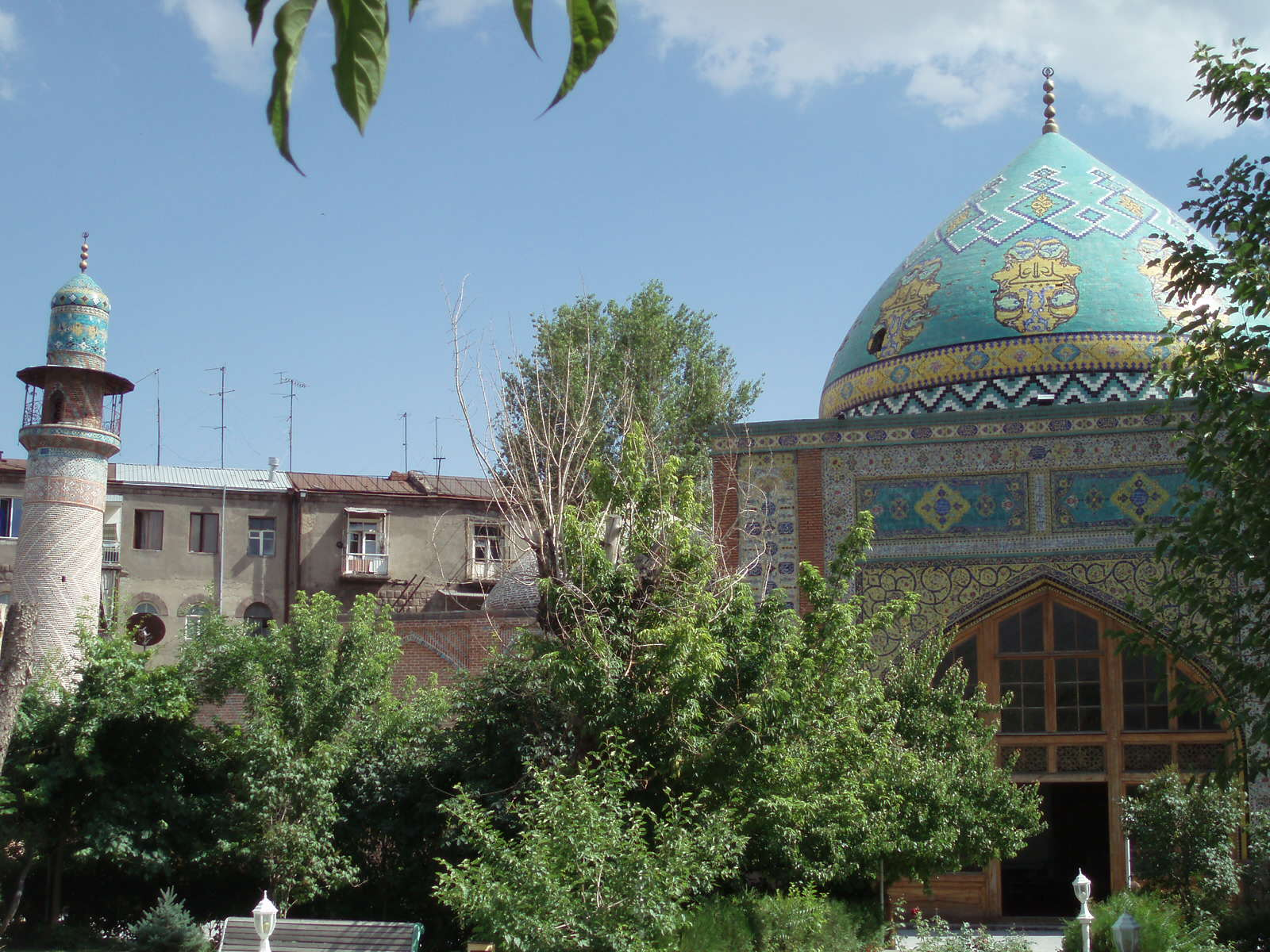
نمای کنونی نمازخانه از حیاط
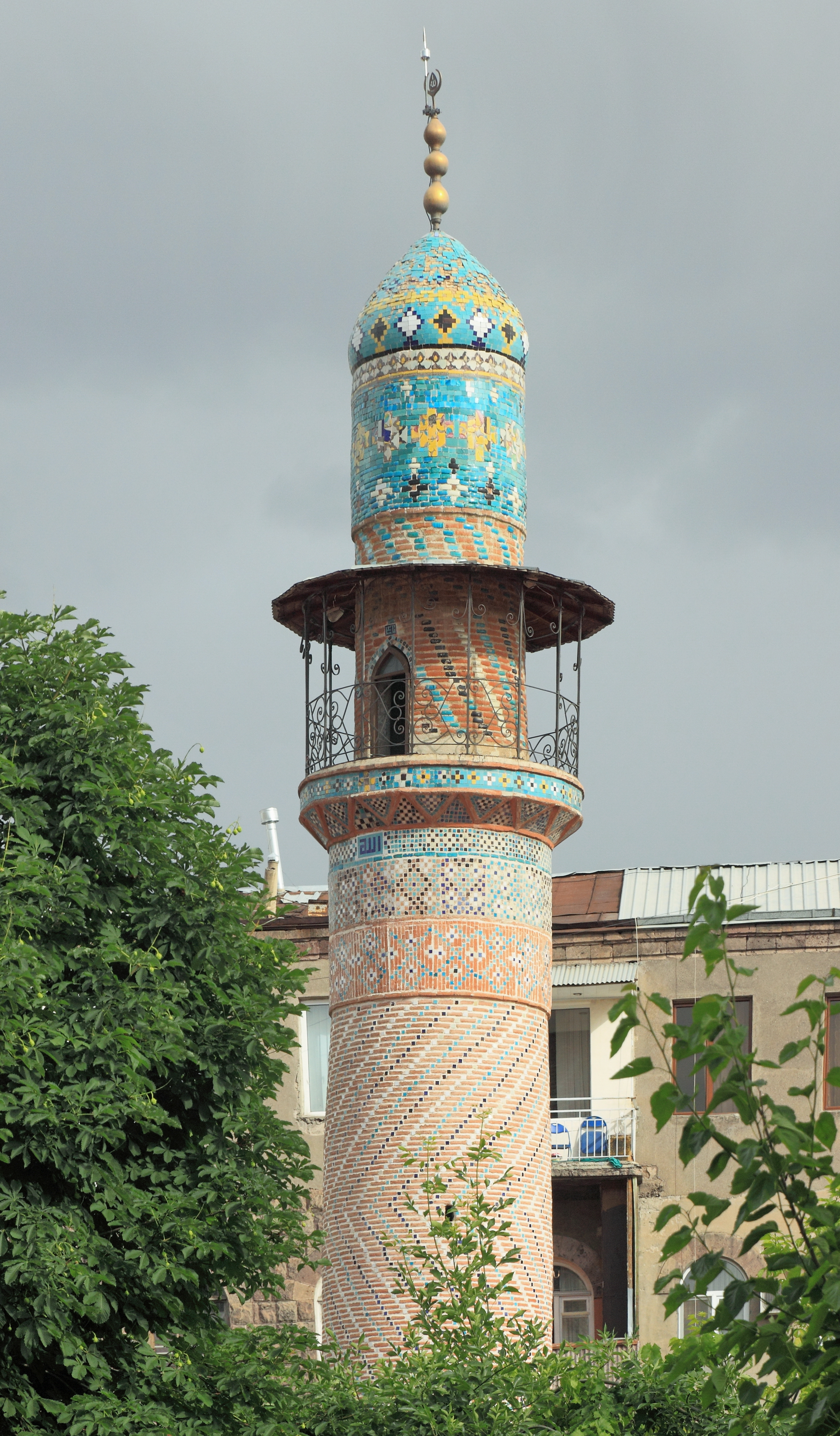
یکی از مناره‌های مسجد کبود ایروان
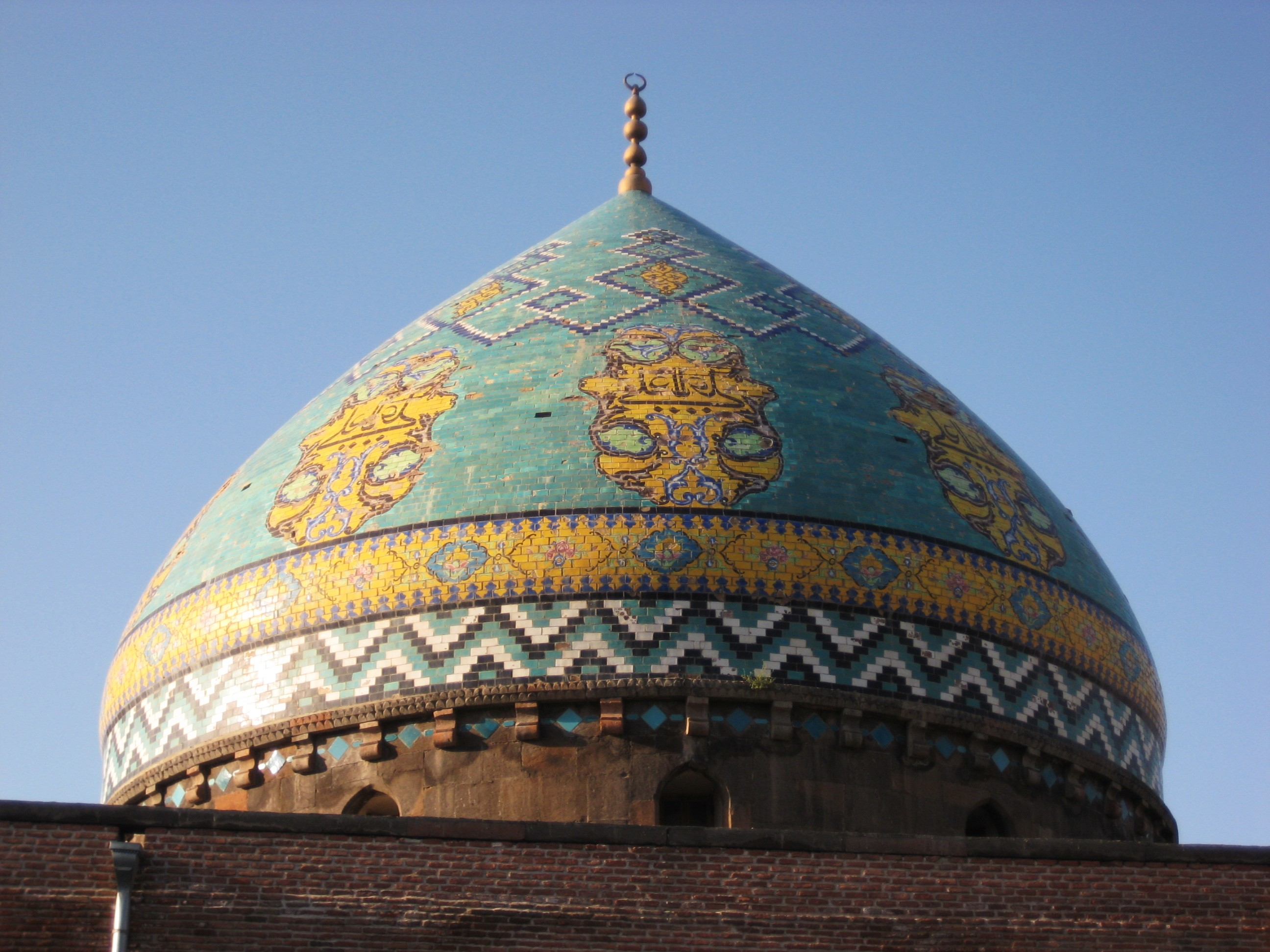
نمایی نزدیک‌تر از گنبد
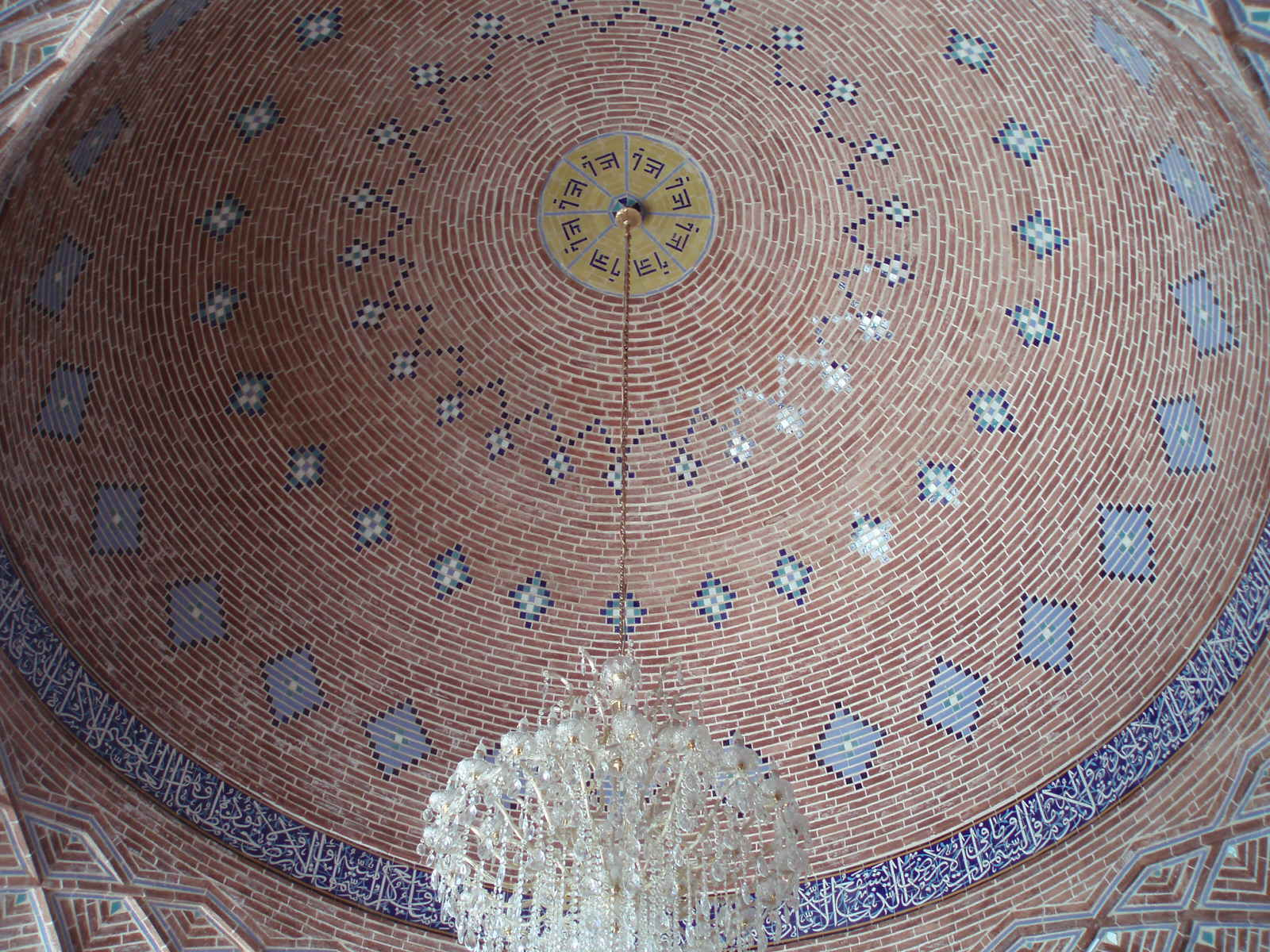
نمای درونی گنبد